# Giovanni Sabelli
Giovanni Sabelli (Nápoly, 1886. szeptember 23. – Bainsizza, 1917. október 25.) első világháborús olasz ászpilóta volt. Szolgálata során 5 igazolt légi győzelmet szerzett, és a hadnagyi rendfokozatig jutott a ranglétrán. Egy kétüléses vadászgép lövésze vetett véget életének 1917-ben.

## Élete
Sabelli 1886-ban született Nápolyban.
Ismeretlen okból fogva huzamosabb ideig Angliában élt, később pedig itt végezte el a pilótakiképzést.
Pilótaigazolványát 1912. január 30-án kapta kézhez, ezek után pedig a Brooklandi Királyi Légi Egyesület tagja volt. A bolgár-török háború alatt a bolgár légierő tagjaként harcolt az oszmánok ellen.
1917. május 9-én csatlakozott a 91a repülőszázadhoz, és augusztus 10-én megszerezte első légi győzelmét. Később 1917. szeptember 6-án, 17-én, 23-án és 29-én szerzett légi győzelmet. Győzelmeit osztrák-magyar illetve német repülőgépekkel szemben szerezte.
Október 25-én azonban elhagyta minden szerencséje, gépét lelőtték és tűzgolyóként csapódott a földbe. Sabelli 31 éves korában, Bainsizza közelében meghalt.

## Légi győzelmei
| No. | Dátum                | Egység | Ellenfél              | Csata helye     |
| --- | -------------------- | ------ | --------------------- | --------------- |
| 1   | 1917. augusztus 10.  | 91ª    | Albatros              | Monte Stol      |
| 2   | 1917. szeptember 6.  | 91ª    | Hansa-Brandenburg C.I | Monte Sabotino  |
| 3   | 1917. szeptember 17. | 91ª    | Albatros              | Andrea Gorizia  |
| 4   | 1917. szeptember 23. | 91ª    | Albatros              | Cotici          |
| 5   | 1917. szeptember 29. | 91ª    | Albatros              | Pietra Rossa tó |